# 坎德拉里亚教堂 (里约热内卢)

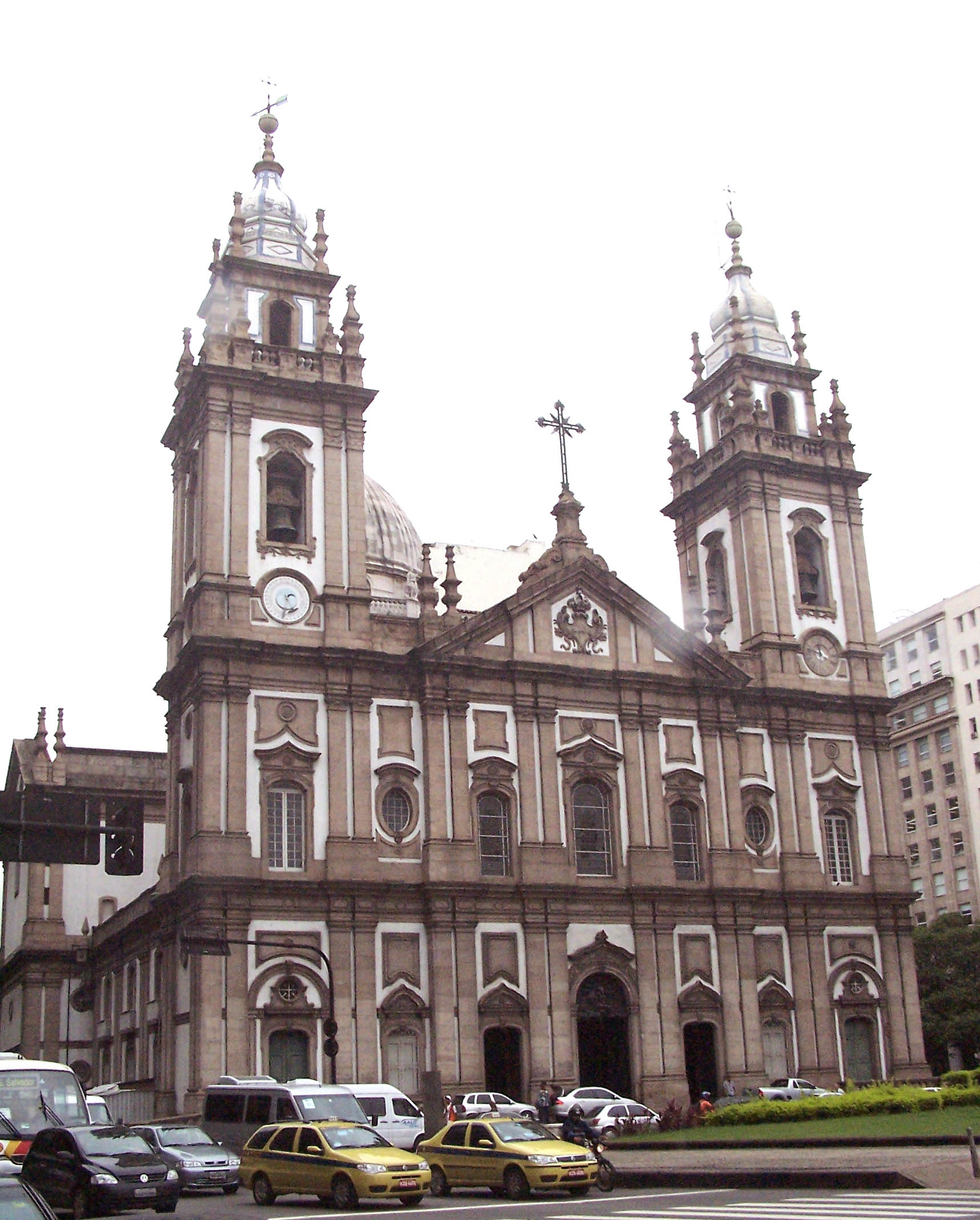
坎德拉里亚教堂

22°54′2.92″S 43°10′40.42″W / 22.9008111°S 43.1778944°W
坎德拉里亚教堂 (葡萄牙語：Igreja da Candelária) 巴西里约热内卢一座重要的罗马天主教老教堂，建于1775-1811年。该堂的立面为巴洛克风格，内部则兼有新古典主义和新文艺复兴元素，其灵感源于葡萄牙马夫拉宫。
巴西当代史几个重要事件在此发生，例如1968年纪念中学生埃德森路易斯·利马·索托的弥撒，1983年超过一万人参加的立刻直选运动（DiretasJá）。1993年7月23日的“坎德拉里亚屠杀”，引起全世界关注到巴西对流浪儿童的警察暴行问题。

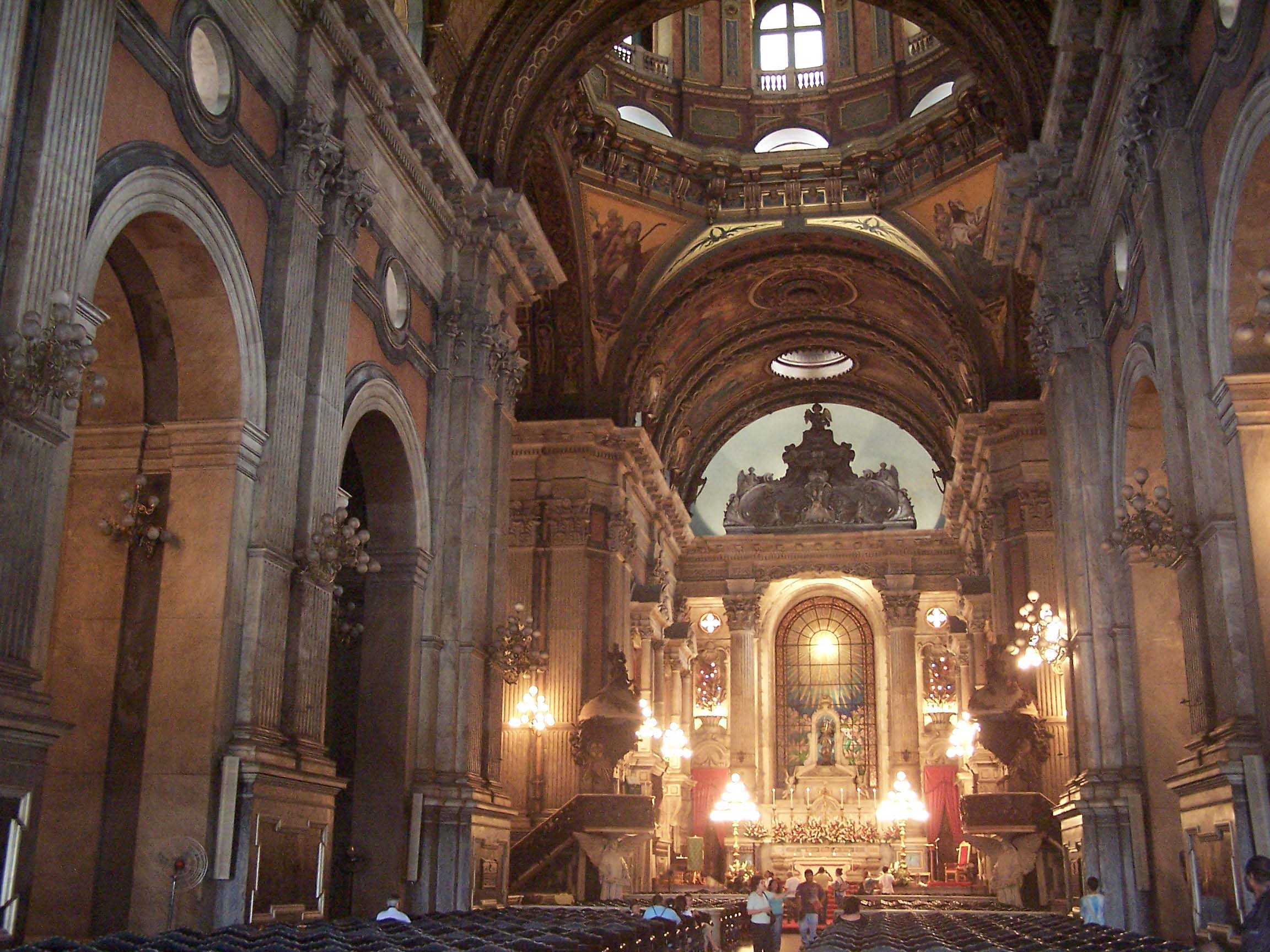
内部
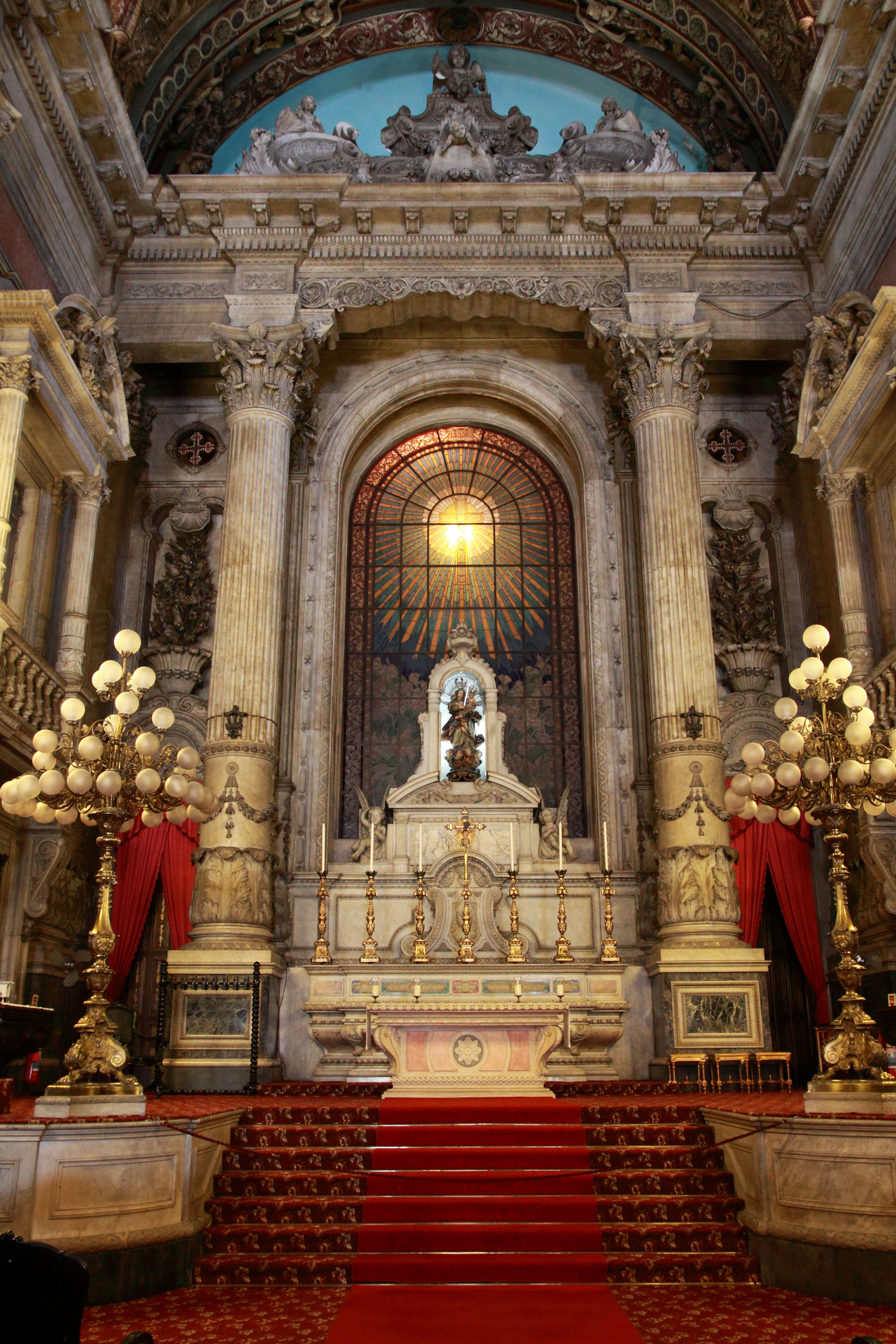
祭台
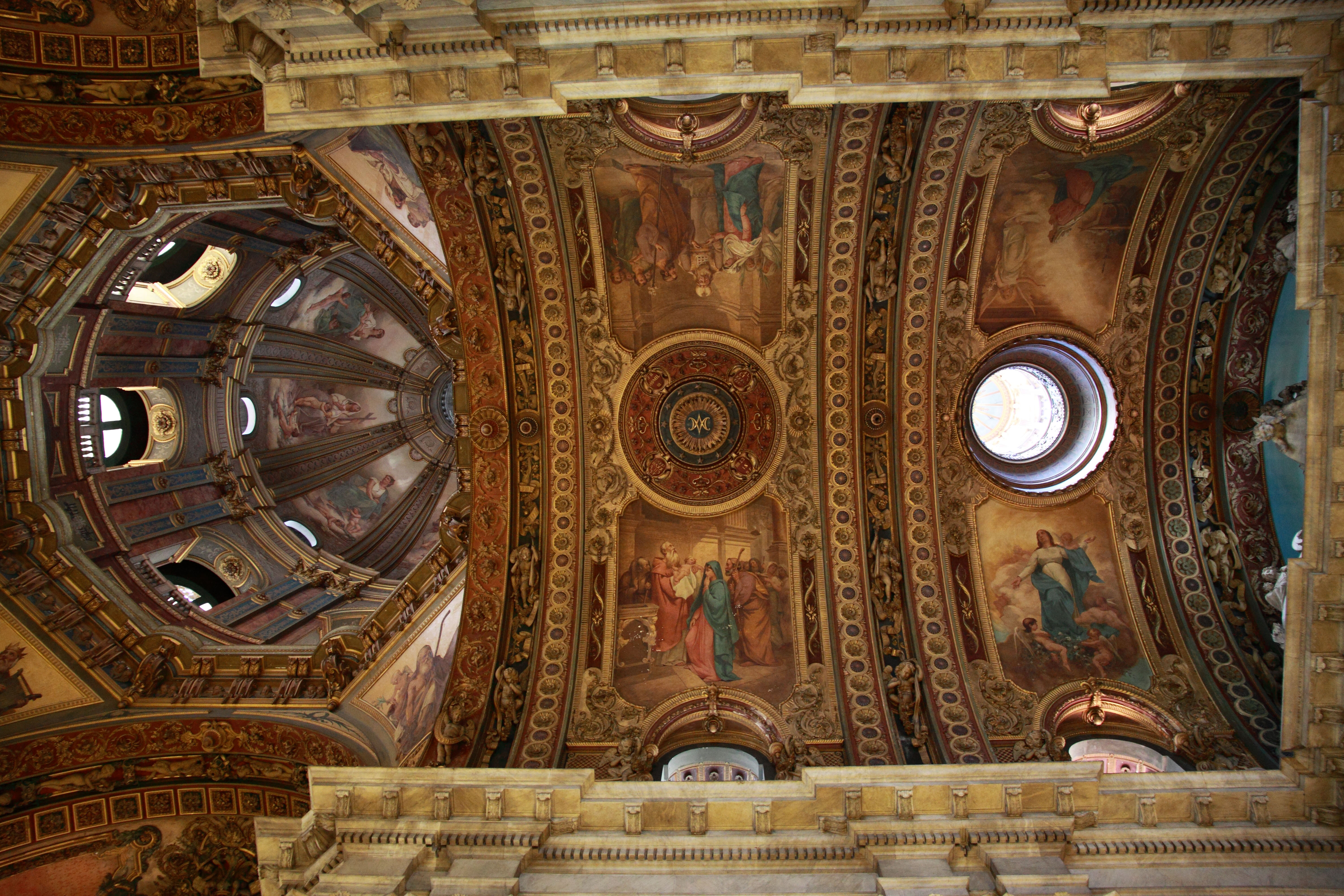
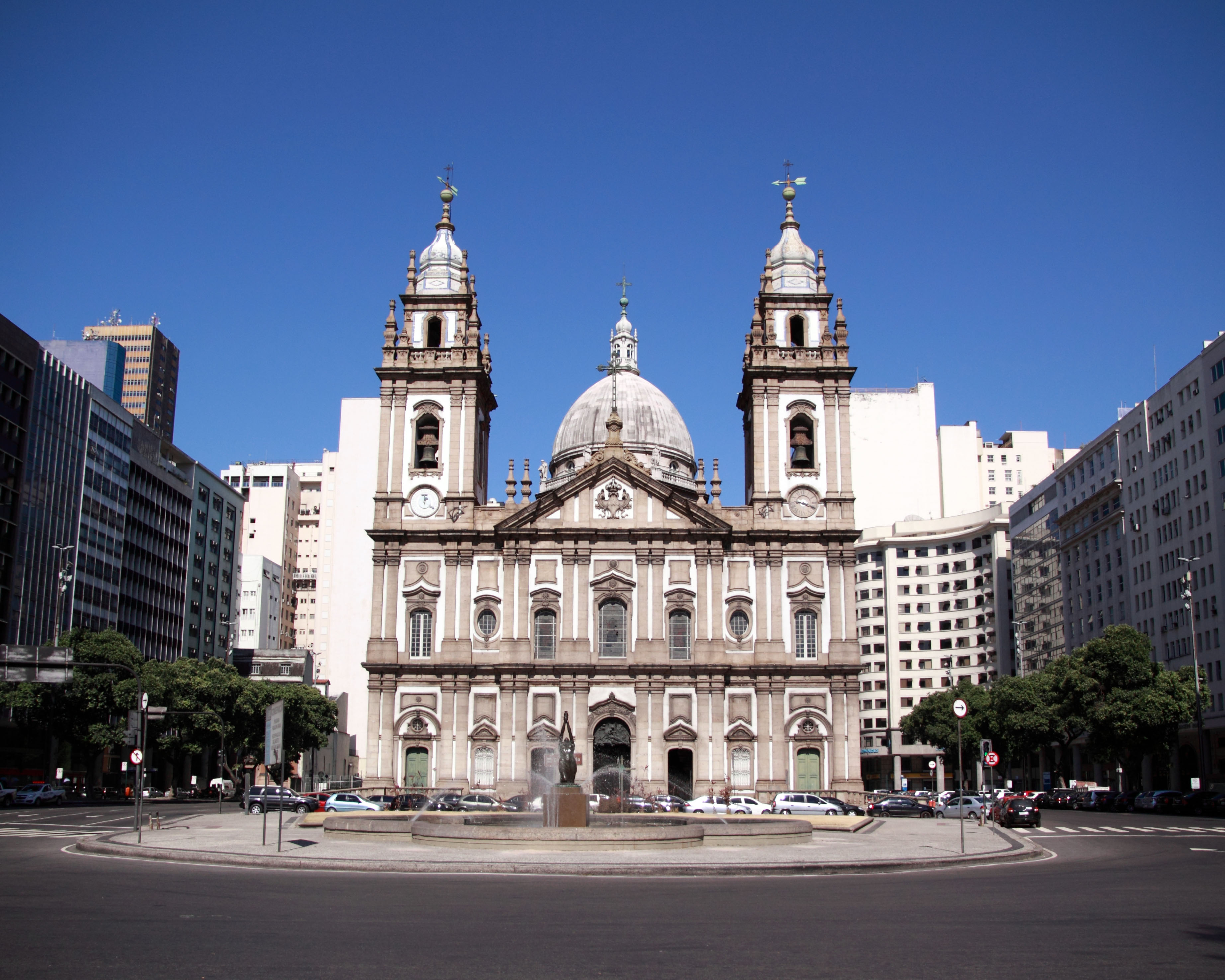
立面
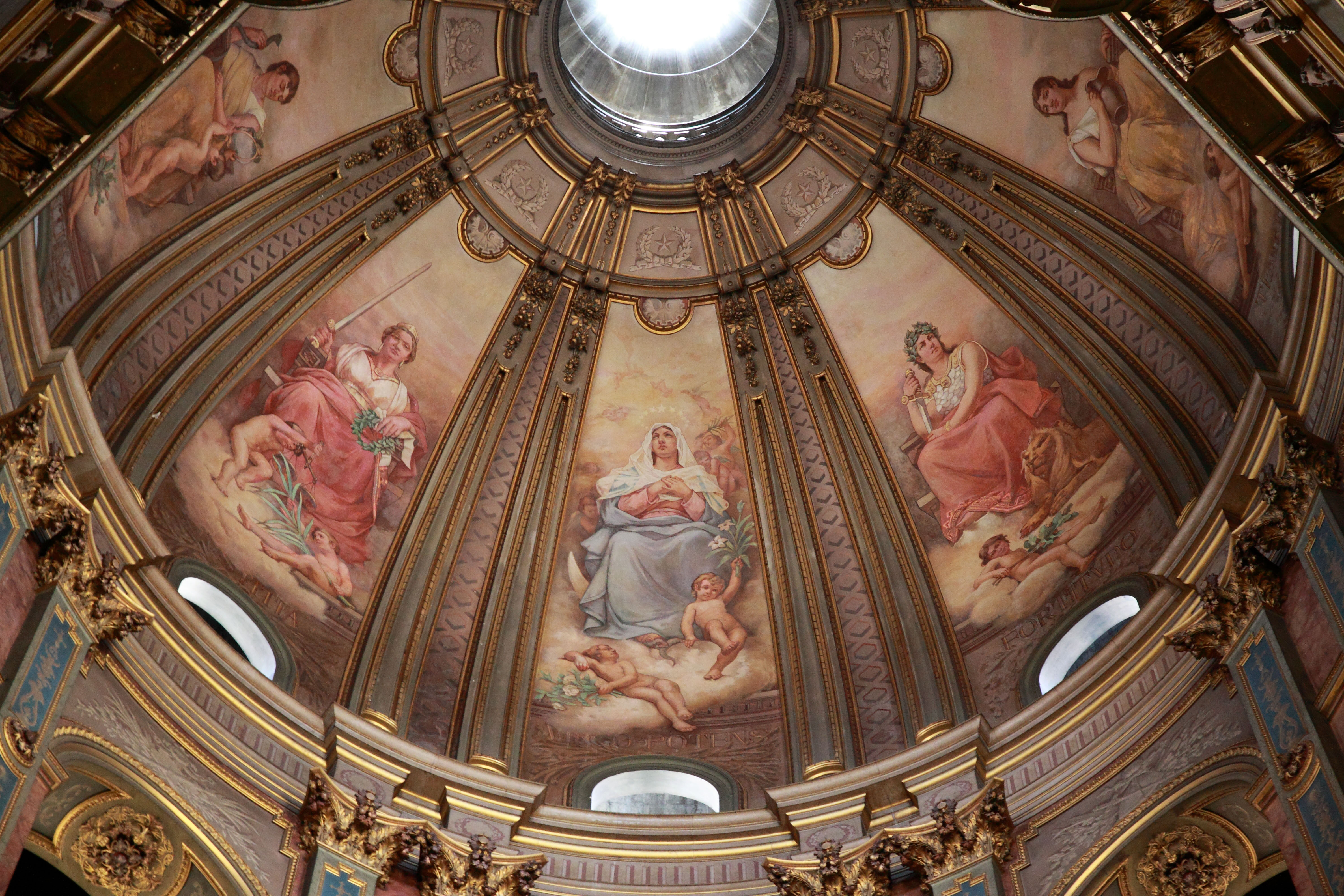
穹顶
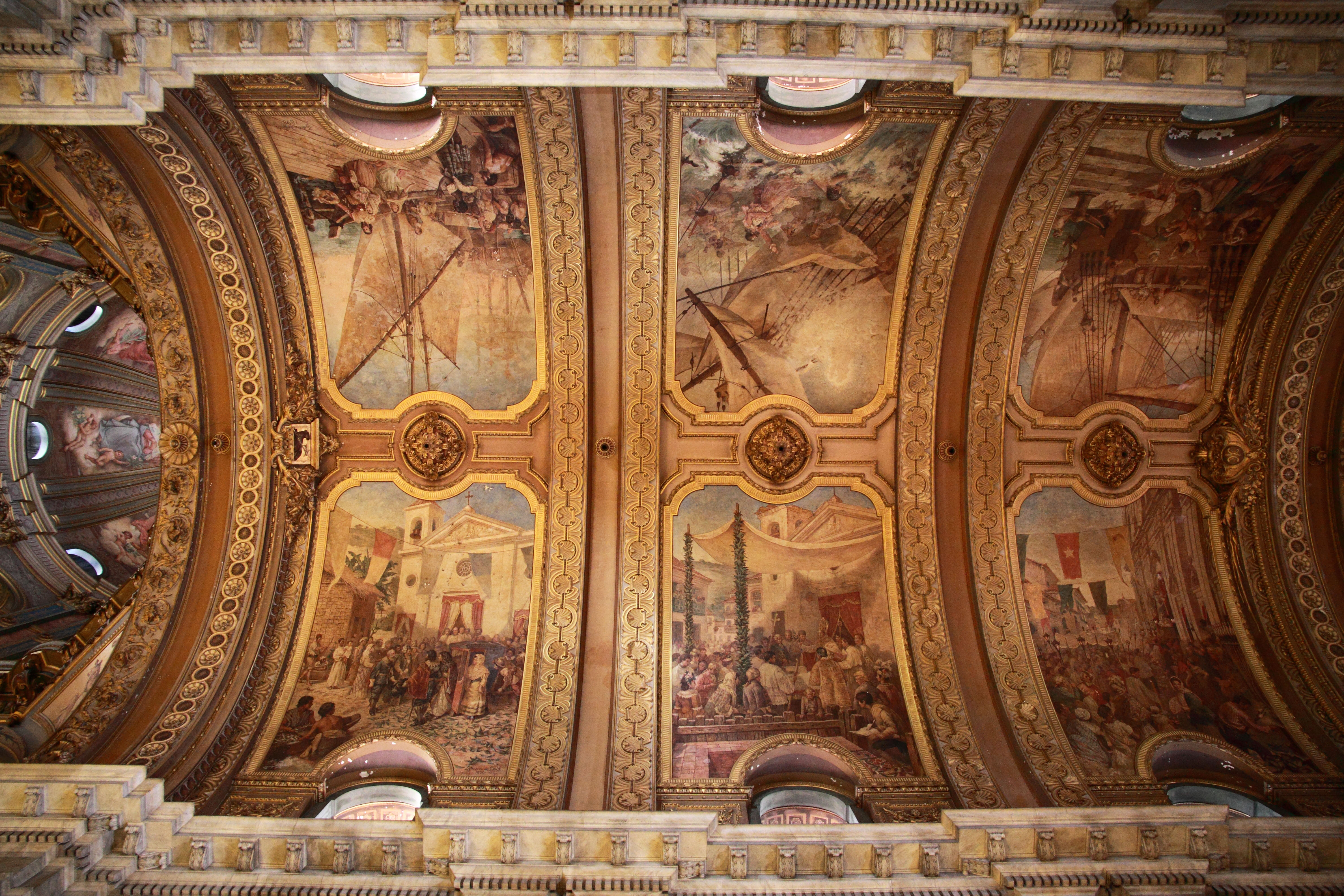
天花板
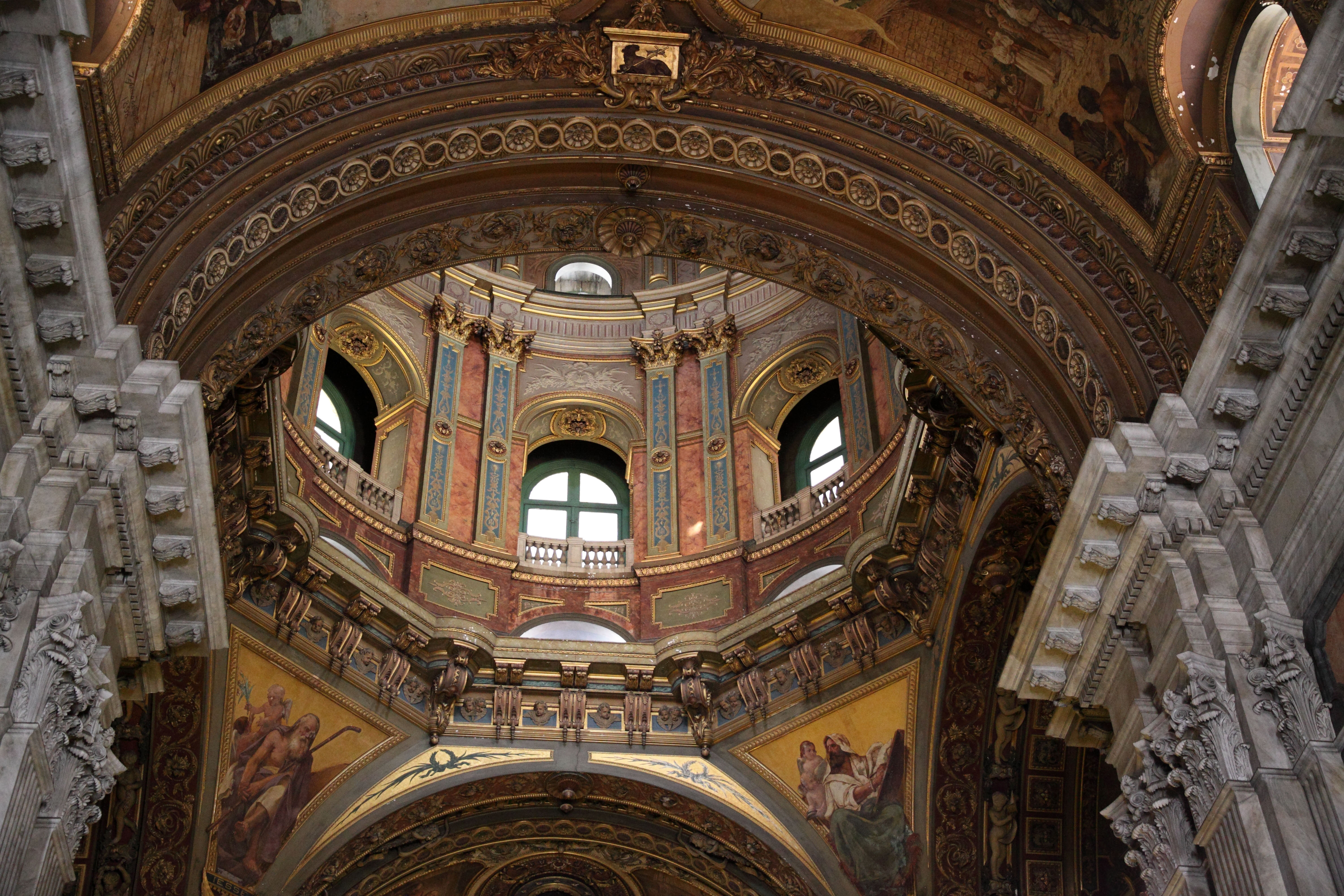
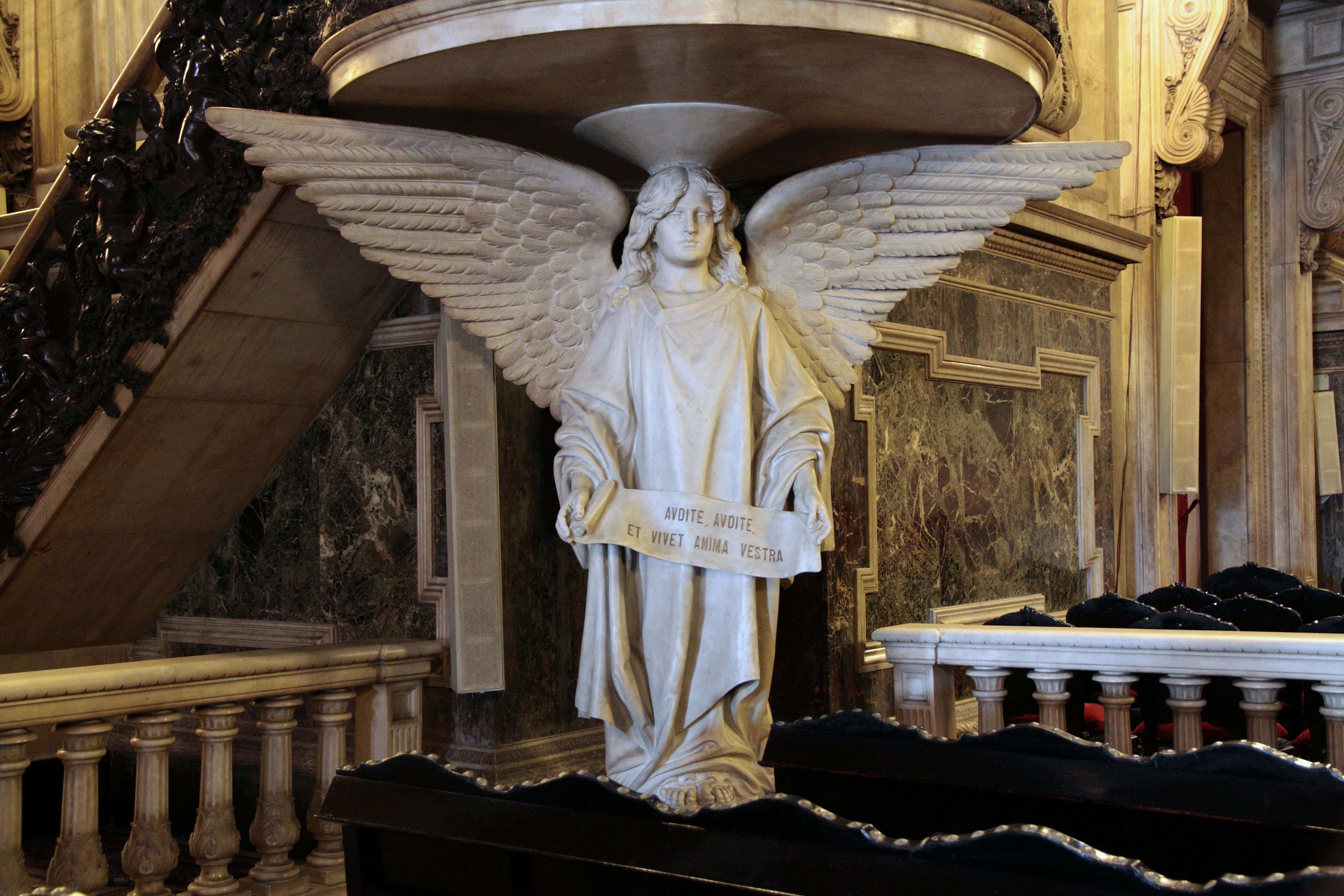
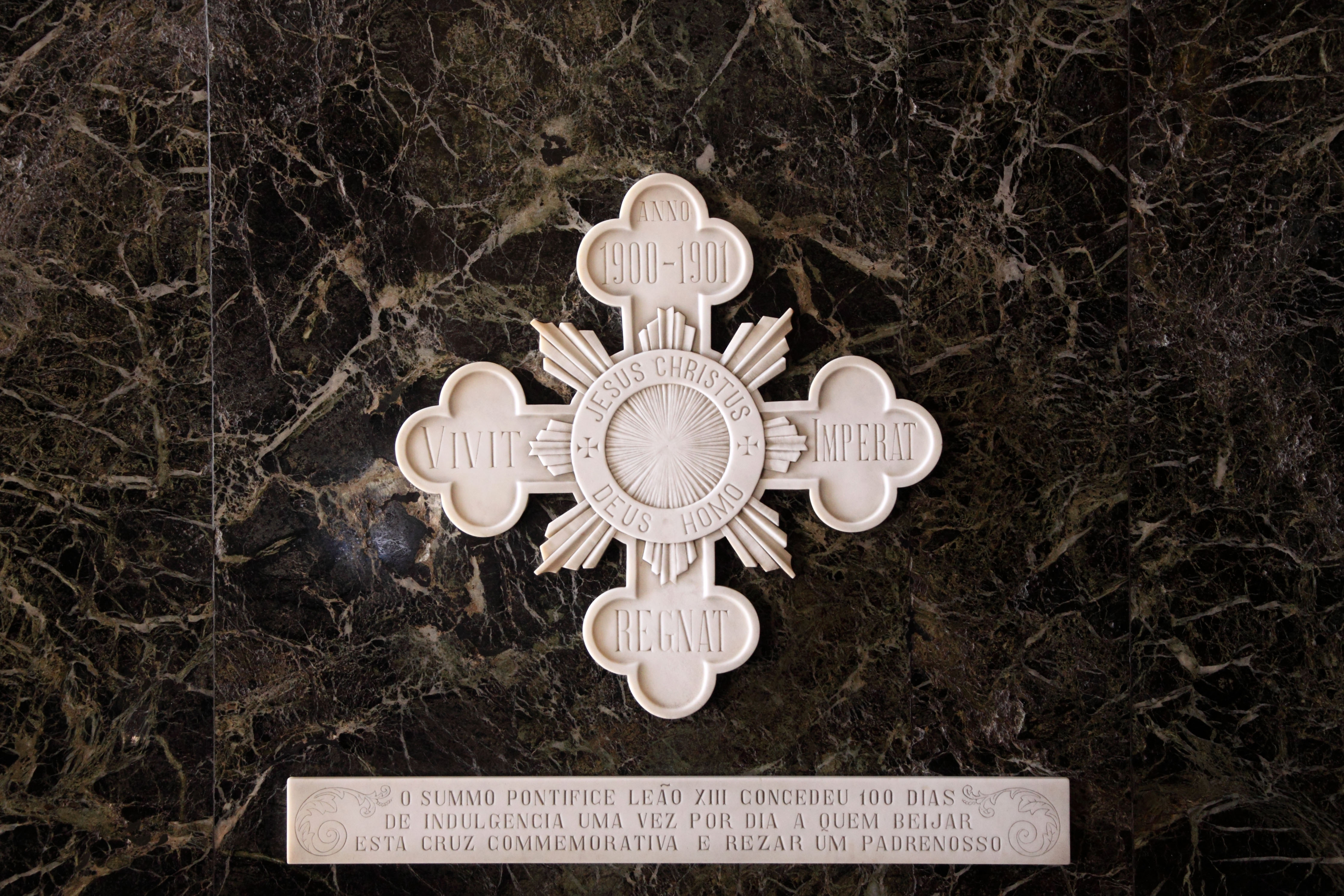
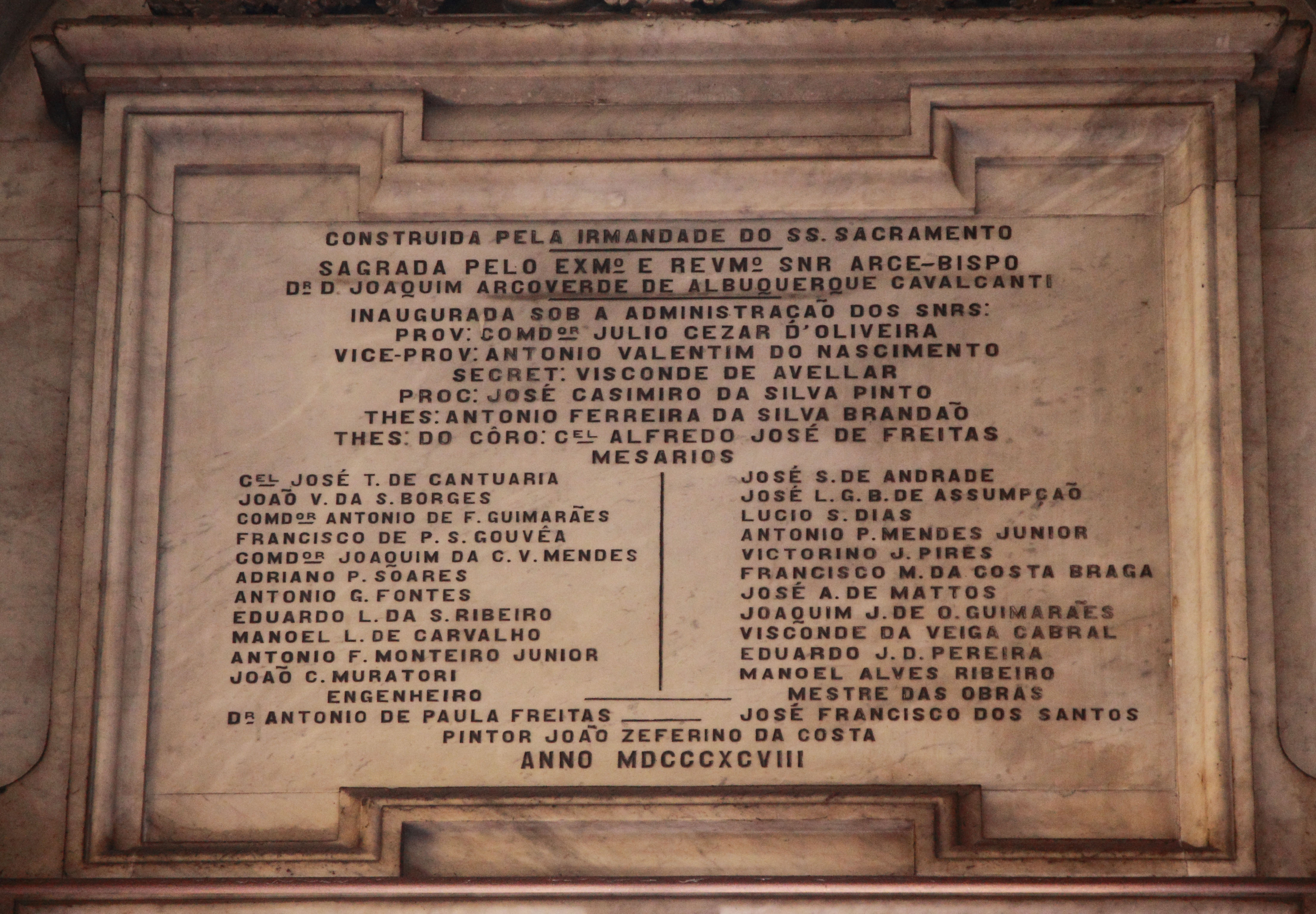
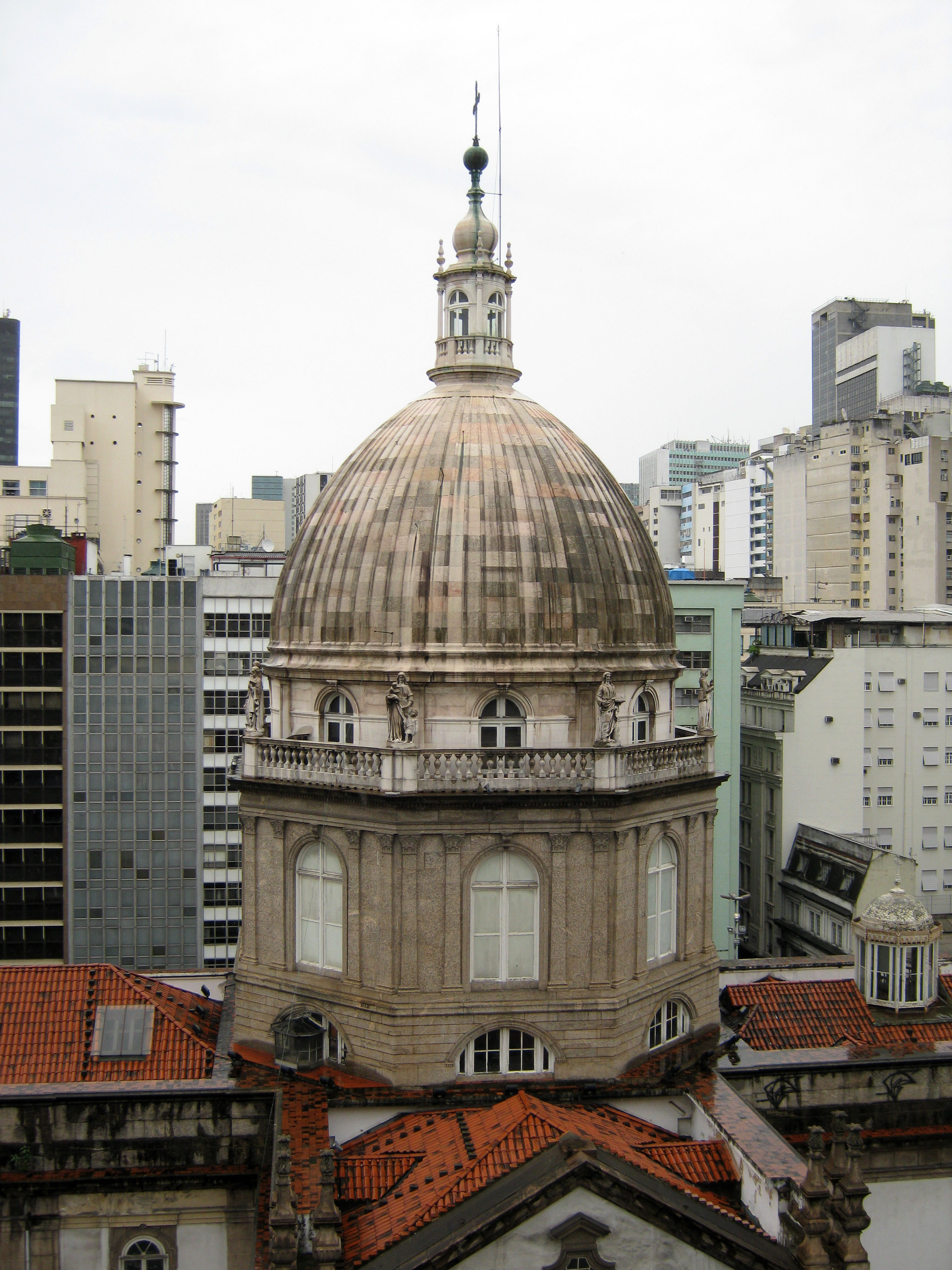